# Кахамарка
Кахамарка, Кашамарка (ісп. Cajamarca; кеч. Kashamarka) — місто на півночі Перу, розташоване в горах на висоті 2700 метрів над рівнем моря. Місто є столицею регіону Кахамарка. Це досить велике місто, його населення становить близько 135 000 мешканців. Понад усе Кахамарка відома тим, що саме тут завершилася епоха Тауантінсую — тут відбулася битва при Кахамарці і тут був полонений останній бог-імператор інків Атауальпа.

## Клімат
Місто розташоване в зоні, що характеризується кліматом тропічних степів. Найтепліший місяць — жовтень із середньою температурою 15 °C (59 °F). Найхолодніший місяць — травень, із середньою температурою 12.8 °С (55 °F).
| Клімат Кахамарки        | Клімат Кахамарки | Клімат Кахамарки | Клімат Кахамарки | Клімат Кахамарки | Клімат Кахамарки | Клімат Кахамарки | Клімат Кахамарки | Клімат Кахамарки | Клімат Кахамарки | Клімат Кахамарки | Клімат Кахамарки | Клімат Кахамарки | Клімат Кахамарки |
| Показник                | Січ.             | Лют.             | Бер.             | Квіт.            | Трав.            | Черв.            | Лип.             | Серп.            | Вер.             | Жовт.            | Лист.            | Груд.            | Рік              |
| Абсолютний максимум, °C | 26               | 25               | 23               | 23               | 23               | 23               | 26               | 26               | 26               | 26               | 26               | 26               | 26               |
| Середній максимум, °C   | 21               | 21               | 21               | 20               | 21               | 21               | 21               | 22               | 22               | 22               | 22               | 22               | 21               |
| Середня температура, °C | 14               | 14               | 14               | 13               | 13               | 12               | 12               | 12               | 13               | 14               | 14               | 14               | 13               |
| Середній мінімум, °C    | 7                | 7                | 7                | 7                | 5                | 3                | 3                | 3                | 5                | 7                | 6                | 6                | 6                |
| Абсолютний мінімум, °C  | 1                | 1                | 0                | 2                | 0                | −1               | 0                | −2               | 0                | 1                | −2               | 0                | −2               |
| Норма опадів, мм        | 140              | 60               | 140              | 130              | 40               | 10               | 0                | 0                | 10               | 40               | 60               | 40               | 730              |
| Днів з дощем            | 10               | 9                | 13               | 14               | 4                | 2                | 0                | 1                | 1                | 6                | 10               | 6                | 80               |
| Вологість повітря, %    | 61               | 66               | 69               | 66               | 63               | 59               | 59               | 55               | 61               | 57               | 56               | 61               | 61               |
| ----------------------- | ---------------- | ---------------- | ---------------- | ---------------- | ---------------- | ---------------- | ---------------- | ---------------- | ---------------- | ---------------- | ---------------- | ---------------- | ---------------- |
| Джерело: Weatherbase    |                  |                  |                  |                  |                  |                  |                  |                  |                  |                  |                  |                  |                  |

## Історія
Територія міста була заселена понад 3000 років тому. Зокрема в Кумбе-Майо і Кунтур-Васі були знайдені сліди до-чавінських культур, таких як культура Кахамарка. У період між 1463 і 1471 роками ці території завоював енергійний полководець інків Тупак Інка Юпанкі, приєднавши Кахамарку до Тауантінсую (Імперії Інків).

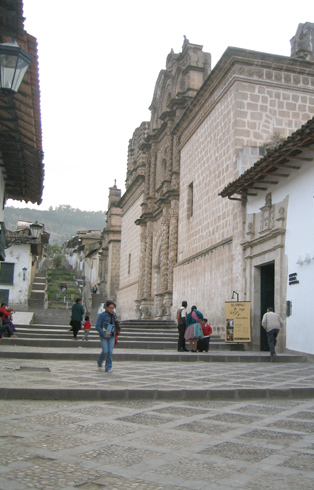
Вулиці Кахамарки

У першу чергу, Кахамарка займає місце в історії у зв'язку з подіями 1532 року. Того року інкський принц Атауальпа переміг свого брата Уаскара в битві за трон імперії. По дорозі до Куско він зупинився в Кахамарці з 80-тисячним військом; тут він зустрівся із загоном із 168 конкістадорів на чолі з Франсиско Пісарро, який рухався з Піури. Ернандо де Сото і Вісенте де Вальверде вручили Атауальпі ультиматум з вимогою признати верховну владу Іспанії (так зване «Рекверімьєнто»), але Атауальпа відповів категоричною відмовою. Це дало підставу Пісарро оголосити інків ворогами Іспанії і Церкви. У битві при Кахамарці конкістадори захопили в полон Атауальпу, убивши при цьому кілька тисяч інкських воїнів і мирних жителів. Проте після битви виявилось, що і кількість конкістадорів значно зменшилася, тому вони сховалися в головному храмі міста разом з імператором інків, вимагаючи за нього викуп. Атауальпа запропонував Пісарро заповнити приміщення, у якому його тримали в ланцюгах, до стелі золотом, і таким чином виміняти своє життя. Проте, отримавши скарби, конкістадори не стримали слова і вбили його.
Приміщення, у якому тримали Атауальпу, отримало назву «Кімнати викупу» (ісп. El Cuarto del Rescate). Нині воно є одним із найпопулярніших серед туристів місць у Кахамарці.
У 1986 році Організація Американських Держав оголосила Кахамарку історичною і культурною спадщиною Америки.

## Культура

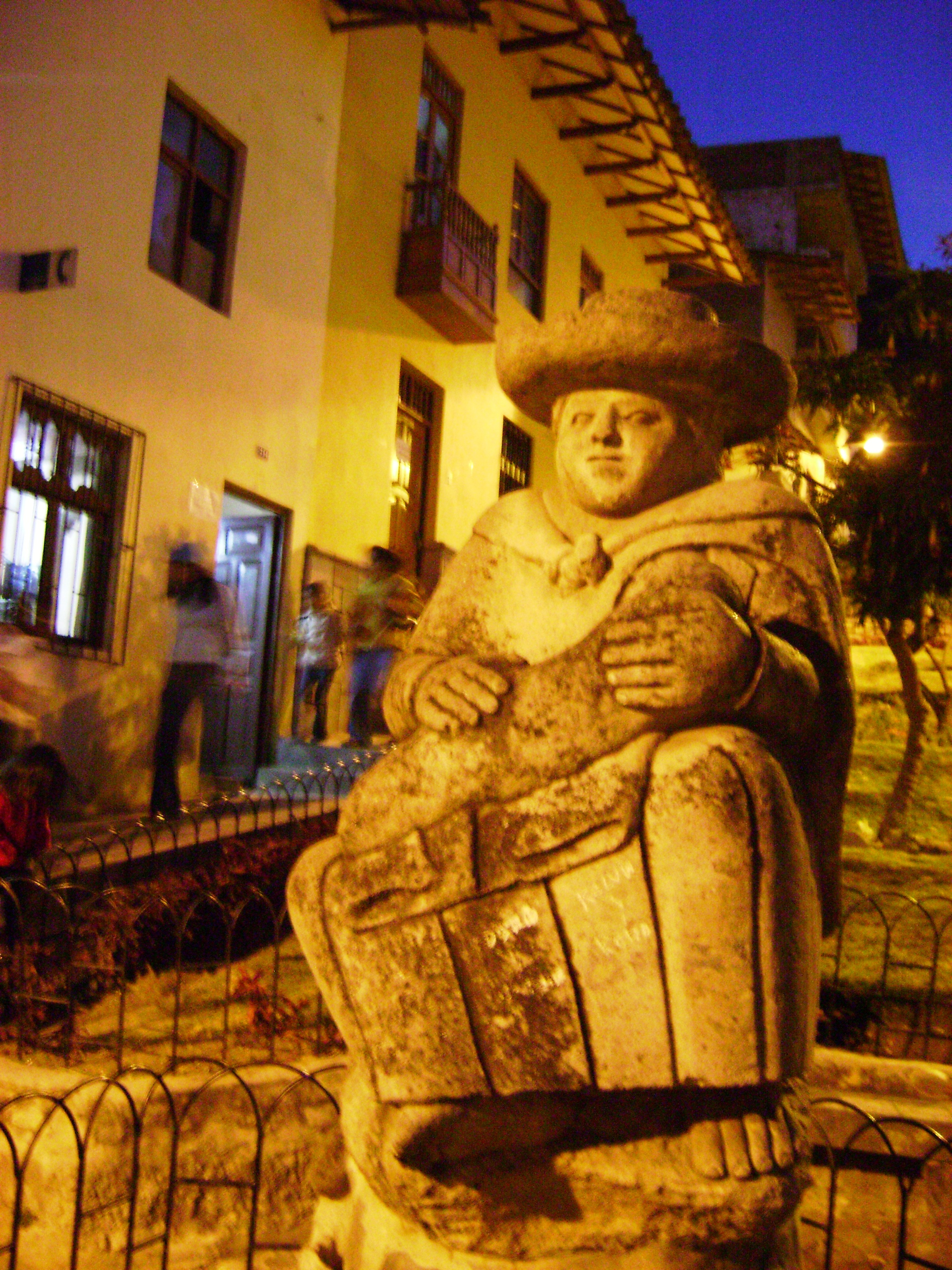
Статуя музиканта з гітарою

Для міста характерні будівлі 17—19 століть, а також двоповерхові будинки з двосхилим черепичним дахом, парадні двері яких прикрашені візерунчастим каменем. Серед визначних пам'яток виділяють:
- Головний собор
- Церква Сан-Франсиско
- Комплекс Білем
- Комплекс Ла-Реколета
- Мірадор Санта-Аполонія

У місті, крім офіційних державних свят, відзначають два своїх власних: Карнавал Кахамарки, який святкується в лютому-березні і Праздники хрестів, що проводяться у Вербну неділю.

## Освіта
У місті є два університети: державний «Національний університет Кахамарки» (Universidad Nacional de Cajamarca) і приватний «Північний приватний університет» (Universidad Privada del Norte). Крім того, тут знаходиться Міжнародна школа зі сприяння розповсюдженню білінгвістичного навчання.

## Транспорт
У Кахамарці діє аеропорт Aeropuerto Mayor General FAP Armando Revoredo Iglesias. Також місто обслуговується двома міжміськими автобусними лініями.